# Топографія інтегральної мікросхеми (об'єкт інтелектуальної власності)

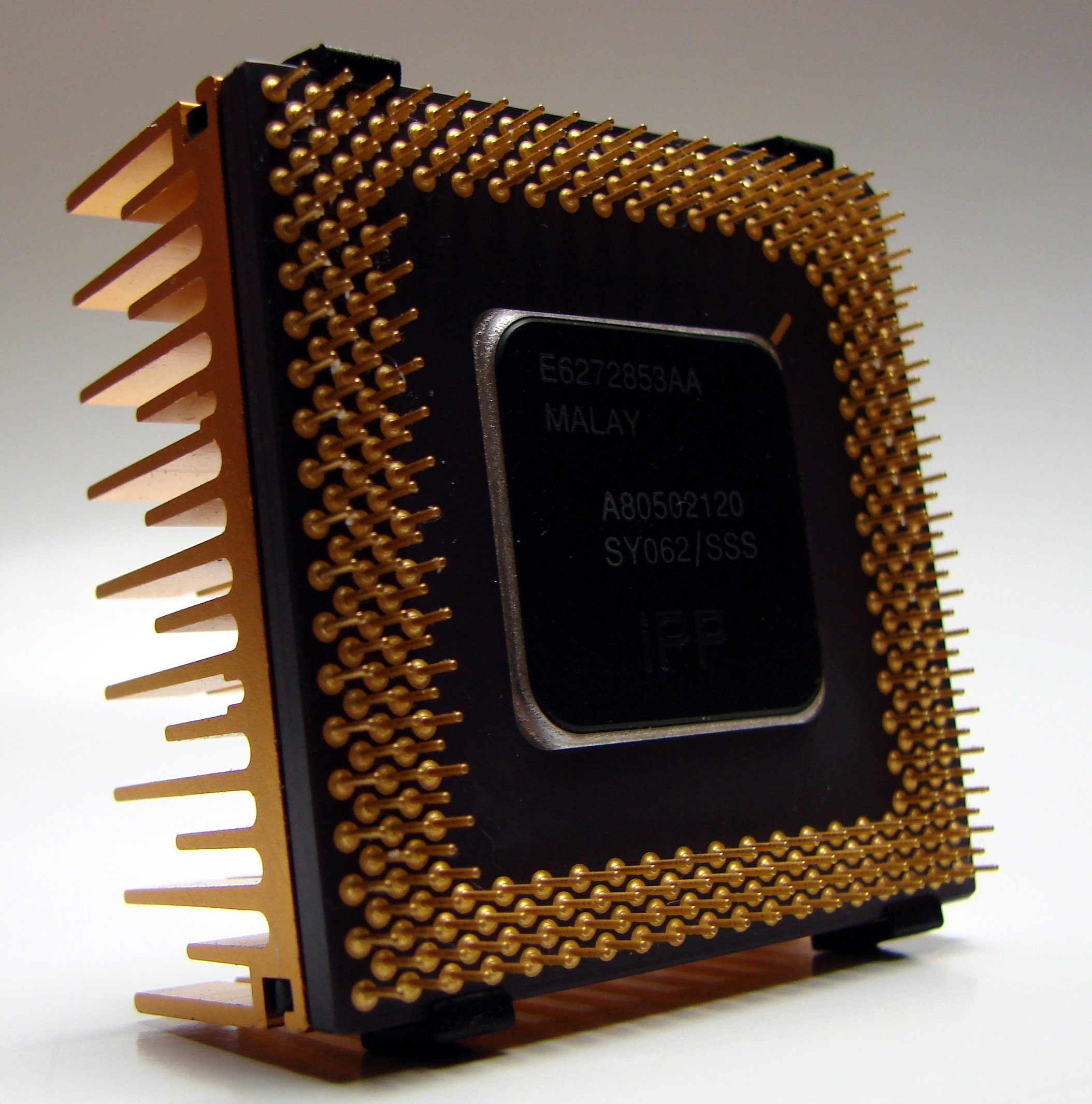
Мікропроцесор. Перша подібна інтегральна мікросхема була винайдена американцем Джеком Кілбі у 1958 році.

Топографія інтегральної мікросхеми (ТІМС, англ. Semiconductor intellectual property core, трансліт. Semiconductor intellectual property core, IP Core або Intellectual Property Rights on Integrated Circuit) — мікроелектронний виріб кінцевої або проміжної форми, призначений для виконання функцій електронної схеми, елементи і з'єднання якого неподільно сформовані в об'ємі або на поверхні матеріалу, що становить основу такого виробу, незалежно від способу його виготовлення.

## Критика
Термін «топографія інтегральної мікросхеми» був введений у науковий обіг за радянських часів. Окремі дослідники критикують цей термін оскільки він не відповідає суті явища, яке описує. В українській юридичній термінології пропонується поступовий перехід до терміну «компонування інтегральної мікросхеми».